# Soto del Real
Soto del Real dont l'ancien nom était Chozas de la Sierra, est une commune de la communauté de Madrid, en Espagne. La commune avait 8294 habitants en 2009.
La ville est notamment connue pour abriter la prison de Soto del Real.